# رودلف دفوراك
رودلف دفوراك (بالتشيكية: Rudolf Dvořák)‏ (و. 1860 – 1920 م) هو مترجم، وتربوي، وكاتب، ومستشرق، وأستاذ جامعي تشيكي، توفي في براغ، عن عمر يناهز 60 عاماً.

## التعليم
تعلم في جامعة كارلوفا
.